# Killing Games
Killing Games è il decimo album in studio del gruppo musicale speed metal francese Killers, pubblicato nel 2001 dall'etichetta discografica Brennus Music.

## Il disco
Il disco è la versione in lingua inglese del precedente Mauvaises Grain uscito nel 2000  ed è l'unico album realizzato dalla band a non essere cantato in francese.

La grafica del CD è ad opera del disegnatore Xavier Lorente, che ha anche contribuito all'adattamento dei testi dal francese all'inglese. Le fotografie che ne corredano il libretto sono state scattate dal Florent Pouey, che lo stesso anno entrò a far parte della band al posto del batterista Nicko Andrieu, il quale perse la vita a causa di uno sfortunato incidente con la moto.

La canzone Azken Agurraren Negarra è in lingua basca (ad eccezione del ritornello) ed è stata scritta dal cantautore e politico spagnolo Gorka Knörr; il titolo significa "le lacrime dell'ultimo addio".

## Tracce
1. Beware – 3:40
2. Dance Yourself to Death – 3:04
3. Disturbing Times – 3:19
4. Bad Bad Brain – 4:14
5. Spit for Your Life – 5:11
6. Azken Agurraren Negarra – 5:28 (testo: Gorka Knörr)
7. White Hoods – 3:50
8. Swallow My Pride – 3:29
9. My Baby's Cracked (She's Got a Gun) – 4:15
10. Heavy Metal Lies – 3:32
11. L.A.M.F. – 4:28

## Formazione
Membri del gruppo
- Bruno Dolheguy − voce, chitarra elettrica
- Thierry Andrieu − chitarra elettrica
- Patrick Oliver − basso
- Nicko Andrieu − batteria

Membri aggiuntivi
- Christophe Ithurritze − tastiere